# Приходи как есть
«Приходи как есть» (исп. Hasta la Vista, дословно — «До свидания») — кинофильм режиссёра Жоффре Энтховена, вышедший на экраны в 2011 году.

## Сюжет
Три друга-инвалида задумывают рискованное путешествие, главной целью которого является бордель в Испании, специализирующийся на клиентах с ограниченными возможностями. С трудом им удаётся уговорить родителей, многие годы заботившихся о них, отпустить их на 10 дней в сопровождении опытного водителя-медбрата. Начинаются сборы в дорогу, однако очередное обследование показывает, что состояние Ларса, одного из троицы, ухудшается. Ему осталось совсем мало, и родители решают всё отменить. Друзья, не желая упускать столь редкий (а для Ларса, по-видимому, последний) шанс пуститься в самостоятельное плавание, организуют «заговор», чтобы сбежать из-под опеки и осуществить-таки свой план. В намеченный день они тайно покидают дома и в сопровождении бывшей медсестры по имени Клод отправляются в путь…

## В ролях
- Робрехт Ванден Торен — Филип
- Жиль де Шрайвер — Ларс
- Том Ауденарт — Йозеф
- Изабель де Хертог — Клод
- Карел Вингерхутс — отец Филипа
- Кателейне Вербеке — мать Филипа
- Карлейн Силегем — мать Ларса
- Йохан Хельденберг — отец Ларса
- Марилу Мерманс — мать Йозефа

## Награды
- 2011 — приз «Золотой колос» за лучший фильм и приз молодёжного жюри на кинофестивале в Вальядолиде.
- 2011 — Гран-при, приз экуменического жюри и приз за самый популярный фильм на кинофестивале в Монреале.
- 2012 — приз зрительских симпатий на кинофестивале в Карловых Варах.
- 2012 — премия Европейской киноакадемии за лучший европейский фильм (выбор зрителей).